# Sanga (budismo)
Sangha ou sanga (em páli, saṅgha; em sânscrito, संघ saṃgha) é uma palavra em páli ou sânscrito que pode ser traduzida aproximadamente como "associação", "assembleia" ou "communidade" com um objetivo, visão ou propósito comuns, "ordem religiosa".
Pode ser considerada de três formas:
1. A comunidade monástica de discípulos do Buddha;[1]
2. Aqueles que atingiram algum estágio de iluminação (também Arya-Sangha);
3. Todos os seguidores do Buddha (menos comum);

## Tradição monástica

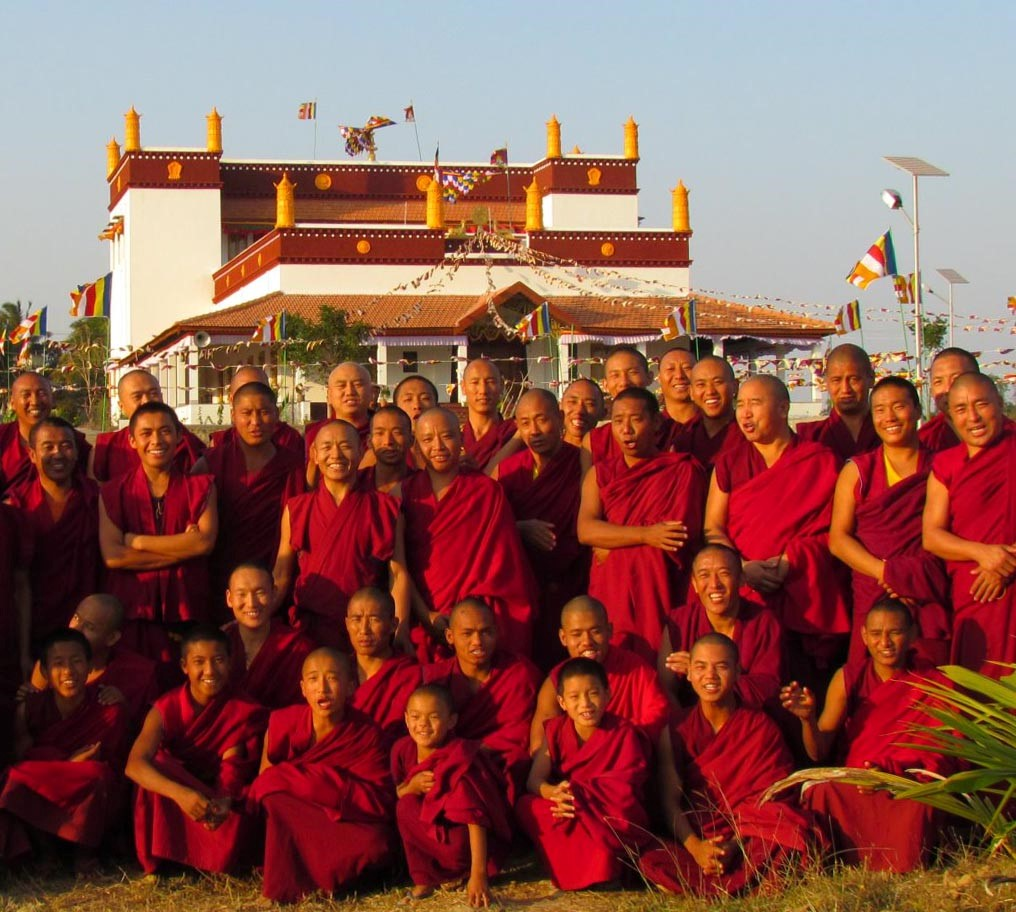
Monges Tibetanos

A Sangha monástica foi originalmente estabelecida por Gautama Buddha no século V a.C., para fornecer meios para aqueles que quisessem praticar o Dhamma em tempo integral, se submetendo a uma disciplina e livre das limitações da vida leiga. A Sangha também preenche o papel de preservar os ensinamentos do Buddha e fornecer suporte espiritual para a comunidade leiga.
O monasticismo estabelecido pelo Buddha no Vinaya contém um elaborado conjunto de regras, incluindo etiqueta, relação com os leigos, respeito aos membros mais antigos e penalidades para transgressões. O registro mais tradicional dessas regras é encontrado no budismo Teravada (linhagem dos anciãos), através do Cânon Páli. Com a dispersão do budismo através de diversos países, as regras originais foram modificadas ou abandonadas, enquanto outras novas foram adotadas. Dois dos pontos mais discrepantes são o celibato, primordial na Sangha Theravada, entretanto não adotado em alguns grupos Mahayana, e o vegetarianismo, essencial em muitas tradições Mahayana, mas que não tem respaldo na tradição Theravada. Entretanto, tais diferenças só podem ser realmente compreendidas através da análise do contexto cultural e histórico em que ocorreram.
As roupas eram, originalmente, os mantos "açafrão", ainda comuns principalmente no Sri Lanka, Tailândia e outros, mas, com a migração para outras regiões, a vestimenta sofreu modificações maiores, como pode ser visto no Zen.

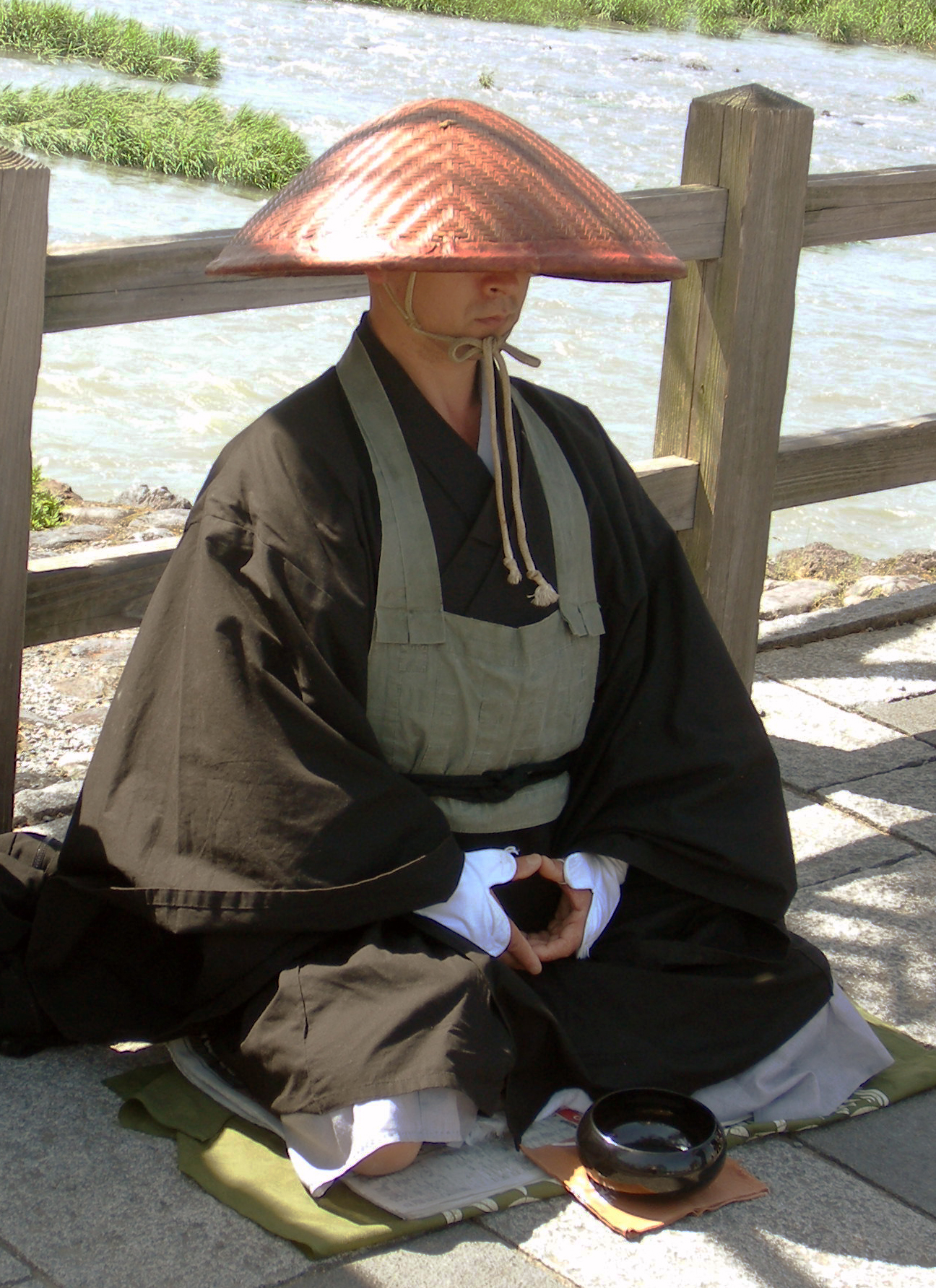
Monge Zen

## Seres nobres
A referência à Sangha como "Arya-Sangha" (Sangha de Nobres) é a terceira joia da "Joia Tríplice", ou "três refúgios". É formada por aquelas pessoas, monges ou não, que tenham atingido um estágio de iluminação. É considerado que essas pessoas tenham "entrado na corrente do Dhamma". Referir-se a elas seria comparável a referir-se ao Buddha ou à essência do Dhamma.

## Sangha como comunidade geral
Dentro do contexto de algumas tradições, é considerado equivocado referir-se ao conjunto total de discípulos do Buddha como "Sangha", pois esse uso do termo não teria respaldo nas escrituras, preferindo-se, para esse caso, o uso dos termos parisa ou gana.
O movimento religioso moderno Soka Gakkai, derivado do budismo Nitiren, interpreta o uso do termo 'Samgha' como referente a todos os que praticam o budismo corretamente.